# Mary Mallon
Mary Mallon (ur. 28 listopada 1869 w hrabstwie Tyrone w Irlandii (wówczas część Zjednoczonego Królestwa), zm. 11 listopada 1938 w Nowym Jorku) – kucharka i pomoc domowa, która przeszła do historii medycyny jako Tyfusowa Mary (ang. Typhoid Mary).

## Pochodzenie
Mary Mallon wyemigrowała do Stanów Zjednoczonych jako piętnastolatka w 1884 roku. W latach 1900–1907 pracowała jako kucharka w domach na Wschodnim Wybrzeżu. Była osobą pewną siebie i dość wybuchowego charakteru. 

## Pierwsze przypadki zachorowań
Od roku 1901 pracowała w domach na terenie Nowego Jorku. We wszystkich zanotowano przypadki duru brzusznego, w wyniku którego jedna osoba zmarła. W 1906 roku zatrudniła się u kolejnego pracodawcy. Podczas pobytu w domu na Long Island doszło do kolejnych zachorowań – tym razem zachorowało 6 osób. Właściciel domu zatrudnił inżyniera sanitarnego George’a Sopera. Ten w toku śledztwa ustalił, że do zakażeń doszło w siedmiu z ośmiu domów, w których pracowała Mary Mallon (tymczasem Mary trzykrotnie zmieniła miejsce pracy – we wszystkich kolejnych domach doszło do zakażeń). Soper ustalił także, że specjalnością kucharki były lody brzoskwiniowe. Obfitujący w tłuszcz deser stanowił idealne miejsce do rozmnażania się pałeczek duru; ponadto mleka podczas przygotowywania lodów nie poddaje się obróbce cieplnej. Inspektor postanowił skontaktować się z Mary Mallon celem pobrania od niej próbek i poddania ich badaniu. Udało mu się to w 1907 roku, jednak podczas spotkania kucharka nie chciała zaakceptować faktu, że może być nosicielką choroby i zaatakowała Sopera, który musiał uciekać.

## Śledztwo i aresztowanie
George Soper zawiadomił o tym incydencie Hermana Briggsa z Nowojorskiego Departamentu Zdrowia oraz opisał przypadek na łamach „Journal of the American Medical Association”. Briggs, podzielając zdanie Sopera, polecił zbadać sprawę dr Josephine Baker. Dr Baker skontaktowała się z kucharką, ta jednak stanowczo odmówiła wszelkich kontaktów z przedstawicielami służb sanitarnych. Kiedy lekarka powróciła z ambulansem i w asyście policji, Mary Mallon najpierw zaatakowała dr Baker, a następnie zbiegła. Udało się ją odnaleźć i aresztować po pięciu godzinach. Po badaniach w Willard Parker Hospital w próbce kału odnaleziono bakterie Salmonella typhi. Decyzją departamentu zdrowia Mallon została umieszczona w izolowanym szpitalu Riverside Hospital na North Brother Island. Podstawą prawną aresztowania Mary Mallon były przepisy Greater New York Charter (sekcje 1169 i 1170).

## Odosobnienie i uwolnienie

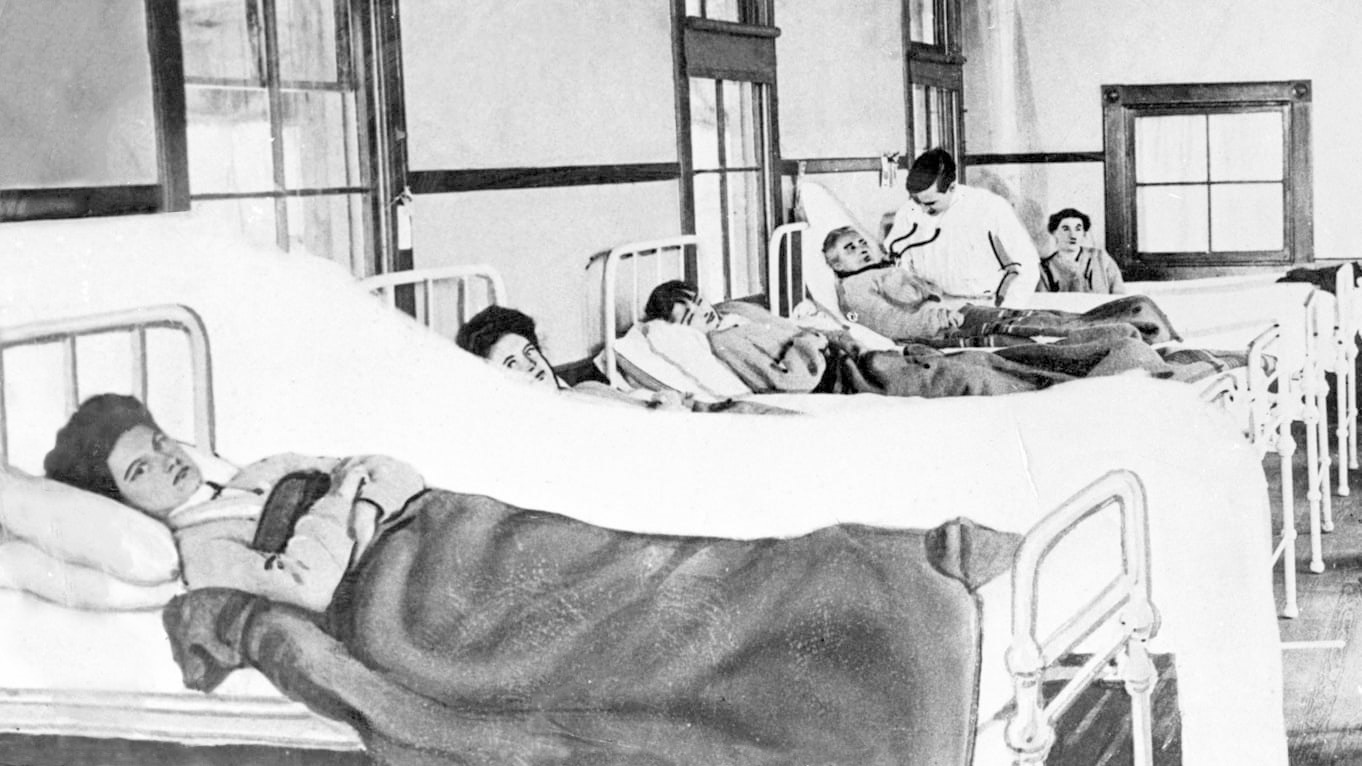
Mary Mallon podczas pierwszej hospitalizacji (pierwsza z lewej)

Po dwóch latach odosobnienia, w 1909 roku, Mary Mallon zaskarżyła Departament. Podczas jej pobytu w szpitalu była cotygodniowo badana na obecność pałeczek duru – ponad 70% badanych próbek kału dało wynik pozytywny. Jednocześnie sama kucharka słała próbki do prywatnego laboratorium – te znów dawały wynik negatywny. Orzekający w sprawie sędzia przyznał w tym sporze rację służbie zdrowia, co dla Mary Mallon oznaczało dalsze odosobnienie. Jednak w lutym 1910 roku nowy komisarz zdrowia, Lederle, ogłosił gotowość uwolnienia Mary pod warunkiem porzucenia przez nią zawodu kucharki. Mary Mallon wyraziła na to zgodę 19 lutego 1910 roku, wkrótce potem odzyskała wolność.

## Kolejne przypadki, ponowne odosobnienie i śmierć
W 1915 roku epidemia duru brzusznego wybuchła w nowojorskim Sloan Hospital for Women. Spośród 25 przypadków dwie osoby zmarły. Podejrzenie padło na kucharkę, niejaką Mary Brown, którą okazała się Mary Mallon pod zmienionym nazwiskiem. Kucharkę poddano dożywotniej kwarantannie i ponownie umieszczono na North Brother Island. Przebywała tam do śmierci. Po pewnym czasie pobytu w placówce rozpoczęła pracę w tamtejszym laboratorium – myła butelki. W 1932 roku doznała udaru mózgu. Zmarła w 1938 roku, a ciało poddano kremacji.

## Podejście opinii publicznej, popkultura

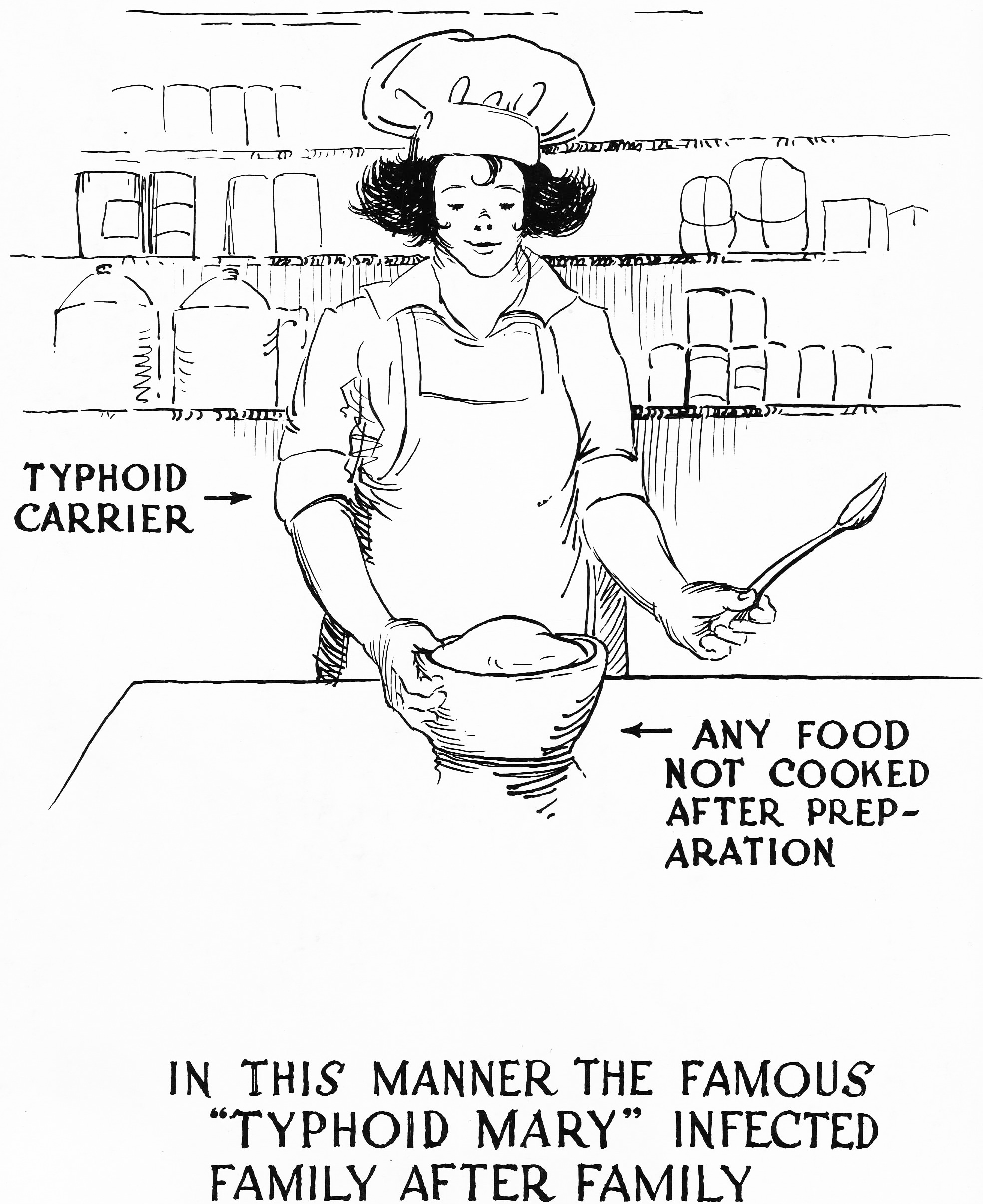
Profilaktyczny plakat ostrzegający przed przypadkami „Tyfusowej Mary”

Po pierwszym aresztowaniu opinia publiczna była Mary Mallon przychylna, okazując jej współczucie. Jednak po wydarzeniach 1915 roku zaczęto ją uważać za osobę bezwzględną, świadomie narażającą ludzi na śmierć. Niektóre z gazet określały ją mianem „najgroźniejszej kobiety Ameryki”.
Podczas odosobnienia Mary Mallon udzieliła wielu wywiadów. Odwiedzający ją dziennikarze mieli zakaz przyjmowania od chorej jakichkolwiek poczęstunków, nawet szklanki wody.
Po śmierci Mary Mallon określenie „Tyfusowa Mary” (Typhoid Mary) weszło na stałe do anglosaskiej popkultury i języka. Określa się nim nie tylko nieświadomego roznosiciela zarazków chorobotwórczych, ale także rozsiewających wirusy komputerowe, a nawet osoby często zmieniające pracę. Mianem tym nazwano także jedną z przeciwniczek Daredevila, postaci komiksowej stworzonej w 1964 roku.
Wątek „Tyfusowej Mary” pojawił się również w amerykańskich serialach The Knick oraz Teoria wielkiego podrywu.